# Madara (álbum)
Madara (斑蠡?) es un EP publicado por The Gazette publicado el 30 de marzo de 2004. La primera edición impresa tenía una caja especial, The first press edition came housed in a special case, la parte exterior es un estuche y la parte interior que contiene el disco y el folleto en un soporte de disco.

## Lista de canciones
1. "Mad Marble Hell Vision" – 3:24
2. "Shiikureta Haru, Kawarenu Haru" (飼育れた春、変われぬ春) – 4:19
3. "Ruder" – 3:14
4. "No.[666]" – 3:24
5. "Sumire" (菫) – 4:19
6. "Anata no Tame no Kono Inochi." (貴女ノ為ノ此ノ命。) – 5:33
7. "Zetsu" (是津) - 4:27

Toda la música de Gazette. Toda las letras de Ruki.